# Norbert Mann
Norbert Mann (* 4. Juni 1943 in Marburg) ist ein ehemaliger deutscher Politiker in der Partei Bündnis 90/Die Grünen.
Mann war einer der Gründer der Grünen Liste Umweltschutz in Mülheim an der Ruhr, 1979 wurde er auf der Gründungsversammlung der „Sonstigen Politischen Vereinigung Die Grünen“ am 17. und 18. März 1979 in Frankfurt-Sindlingen als Schriftführer in deren Bundesvorstand gewählt. Später wurde er Mitglied des nordrhein-westfälischen Landesverbandes der Grünen. Seit der zweiten Bundesversammlung in Saarbrücken 1980 gehörte er zusammen mit Petra Kelly und August Haußleiter zum ersten Sprecher-Trio der Partei. 1981 kandidierte er nicht mehr für dieses Amt, seinen Platz übernahm Manon Maren-Grisebach. Aufgrund des Rotationsprinzips der Grünen rückte er am 1. April 1985 für Hans Verheyen als Mitglied des Bundestages nach.
Mann vertrat nach eigenen Angaben eine „Position der Mitte“. Nach dem von ihm unterstützten Sturz des „radikal-linken“ Bundesvorstands um Jutta Ditfurth Ende 1988 wurde er 1989 noch einmal als Beisitzer in den Vorstand der Grünen gewählt. Danach zog er sich aus der aktiven Politik zurück.
1997 trat er aus der Partei Bündnis 90/Die Grünen aus und in die FDP ein.